# Sembakkam
Sembakkam è una suddivisione dell'India, classificata come town panchayat, di 22.671 abitanti, situata nel distretto di Kanchipuram, nello stato federato del Tamil Nadu. In base al numero di abitanti la città rientra nella classe III (da 20.000 a 49.999 persone).

## Geografia fisica
La città è situata a 12° 55' 35 N e 80° 09' 54 E.

## Società

### Evoluzione demografica
Al censimento del 2001 la popolazione di Sembakkam assommava a 22.671 persone, delle quali 11.559 maschi e 11.112 femmine. I bambini di età inferiore o uguale ai sei anni assommavano a 2.124, dei quali 1.105 maschi e 1.019 femmine. Infine, coloro che erano in grado di saper almeno leggere e scrivere erano 18.894, dei quali 9.990 maschi e 8.904 femmine.